# Musée Dolores-Olmedo

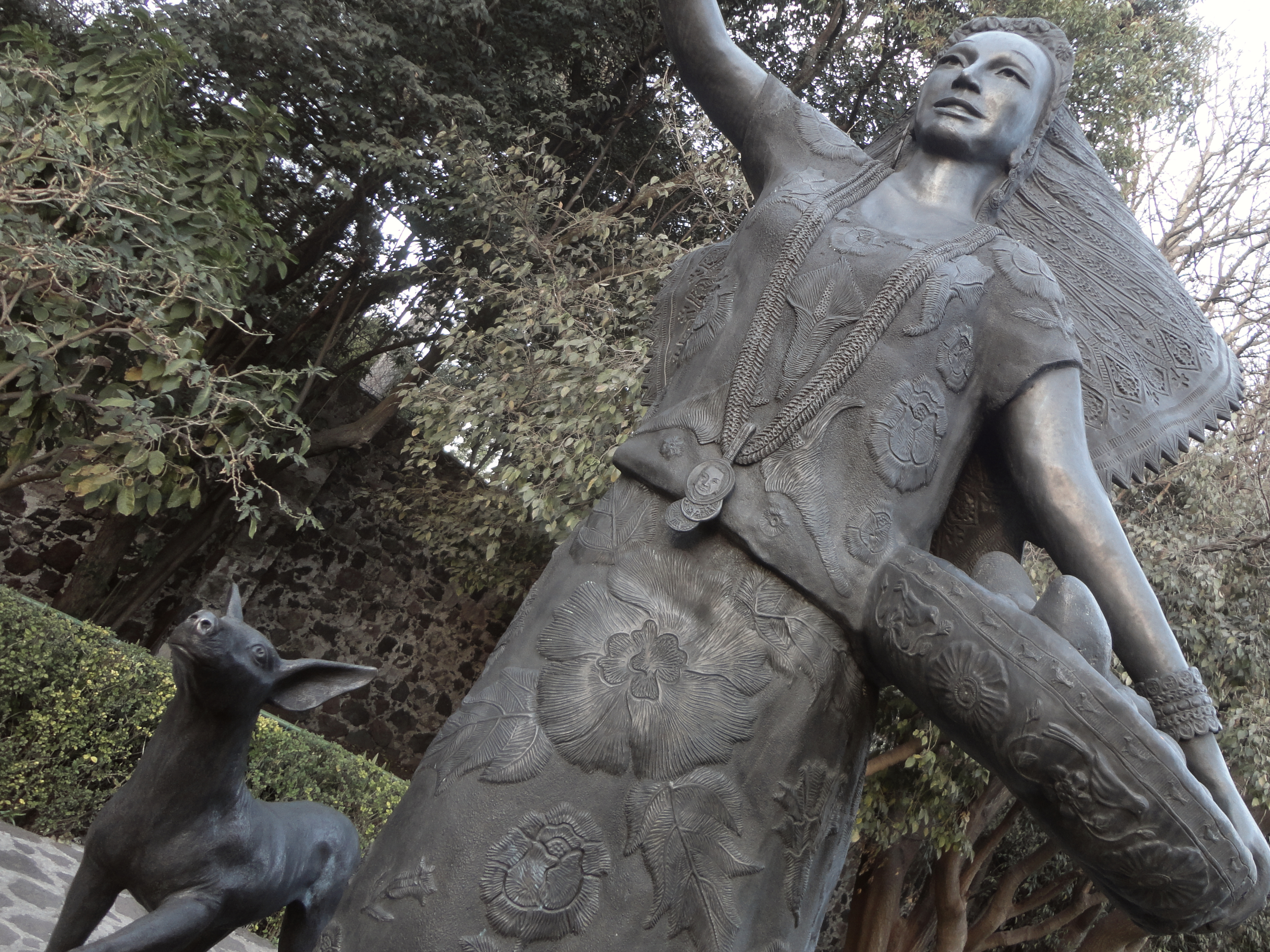
Statue de Dolores Olmedo

Le musée Dolores-Olmedo (ou Museo Dolores Olmedo) est un musée d'art situé à Xochimilco, Mexico, fondé sur la collection de la femme d'affaires mexicaine Dolores Olmedo. Le musée sera transféré à Chapultepec en 2024.

## Histoire
En 1962, Dolores Olmedo (en) a acquis une propriété à La Noria, Xochimilco dans le sud de Mexico, qu'elle a transformé en musée portant son nom en 1994. Faisant don de l'ensemble de sa collection d'art (préhispanique, colonial, folklorique, moderne et contemporain), le musée Dolores Olmedo Patiño abrite la plus grande collection d'œuvres d'art de Frida Kahlo, Diego Rivera et Angelina Beloff. À sa mort en 2002, Dolores Olmedo a laissé des fonds pour prendre soin de son musée, désormais ouvert au public.

## Collections
Le complexe de cinq bâtiments contient jusqu'à 170 peintures, dont 145 de Diego Rivera et 25 de sa femme Frida Kahlo, certains de leurs dessins, près de 6 000 figurines et sculptures préhispaniques et divers animaux vivants tels que des oies, des canards, six xoloitzcuintles et des paons indiens conservés dans les jardins du musée.

## Évolution récente
Le musée s'est enrichi de nouveaux espaces, ses salles privées, où elle gardait les décorations originales de sa maison, comme de l'ivoire, de la porcelaine, et des œuvres d'artistes qu'elle a nourris dans ses dernières années, notamment José Juárez et Francisco Guevara. Le musée présente également une exposition permanente d'œuvres de l'artiste russo-mexicaine Angelina Beloff, qui fut la première épouse de Diego Rivera.

### Galerie

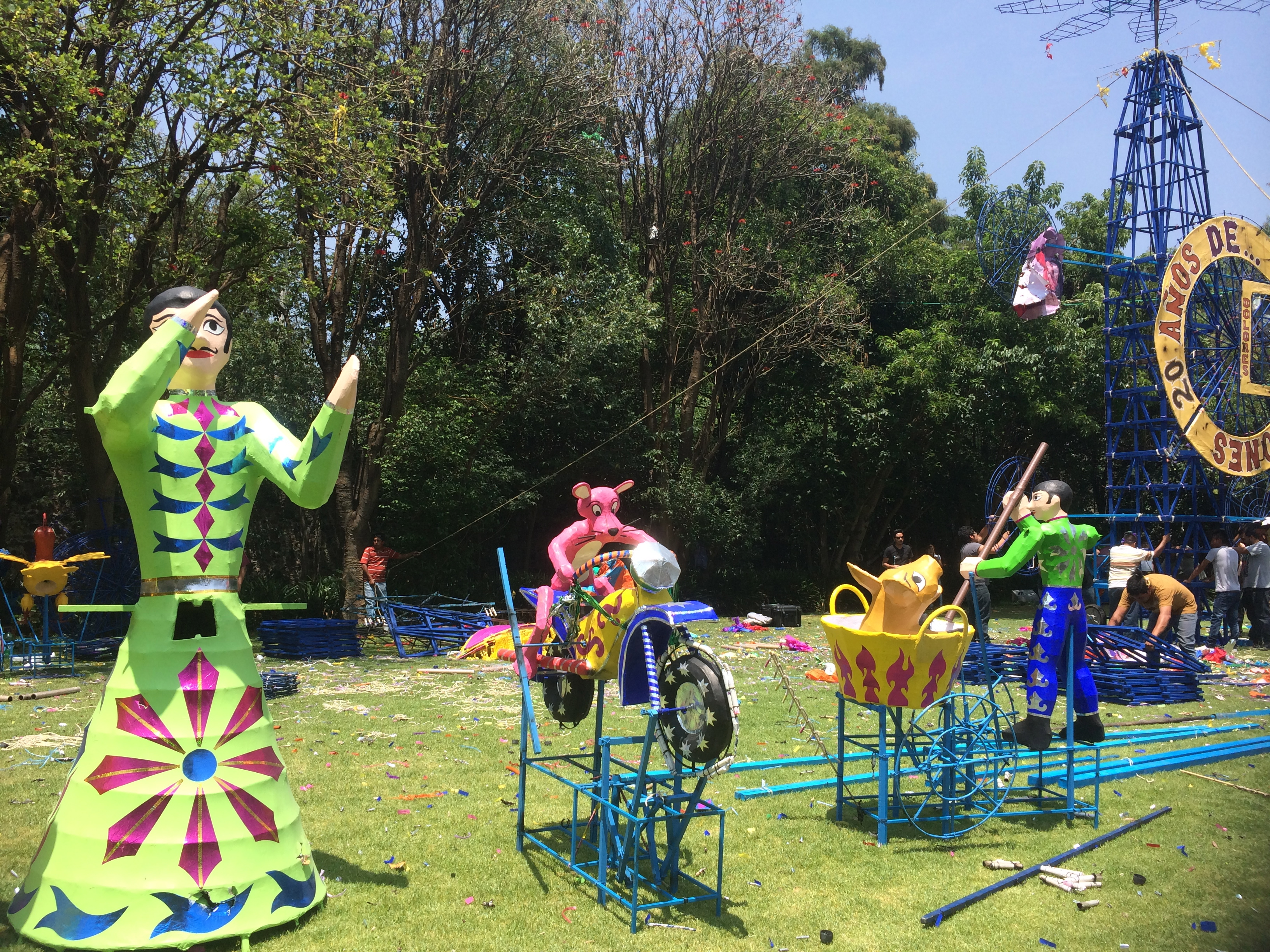
Traditions au musée
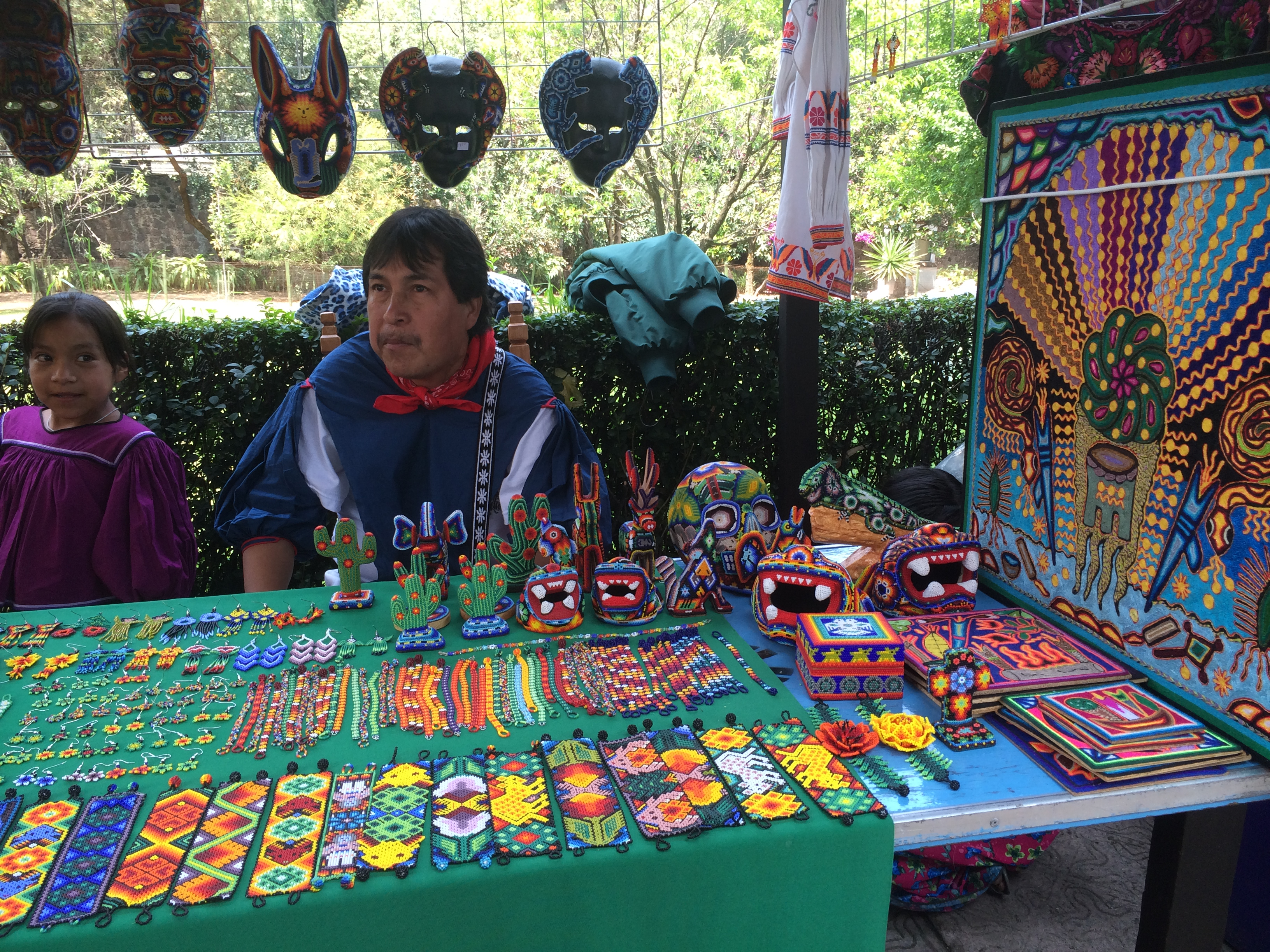
Traditions au musée
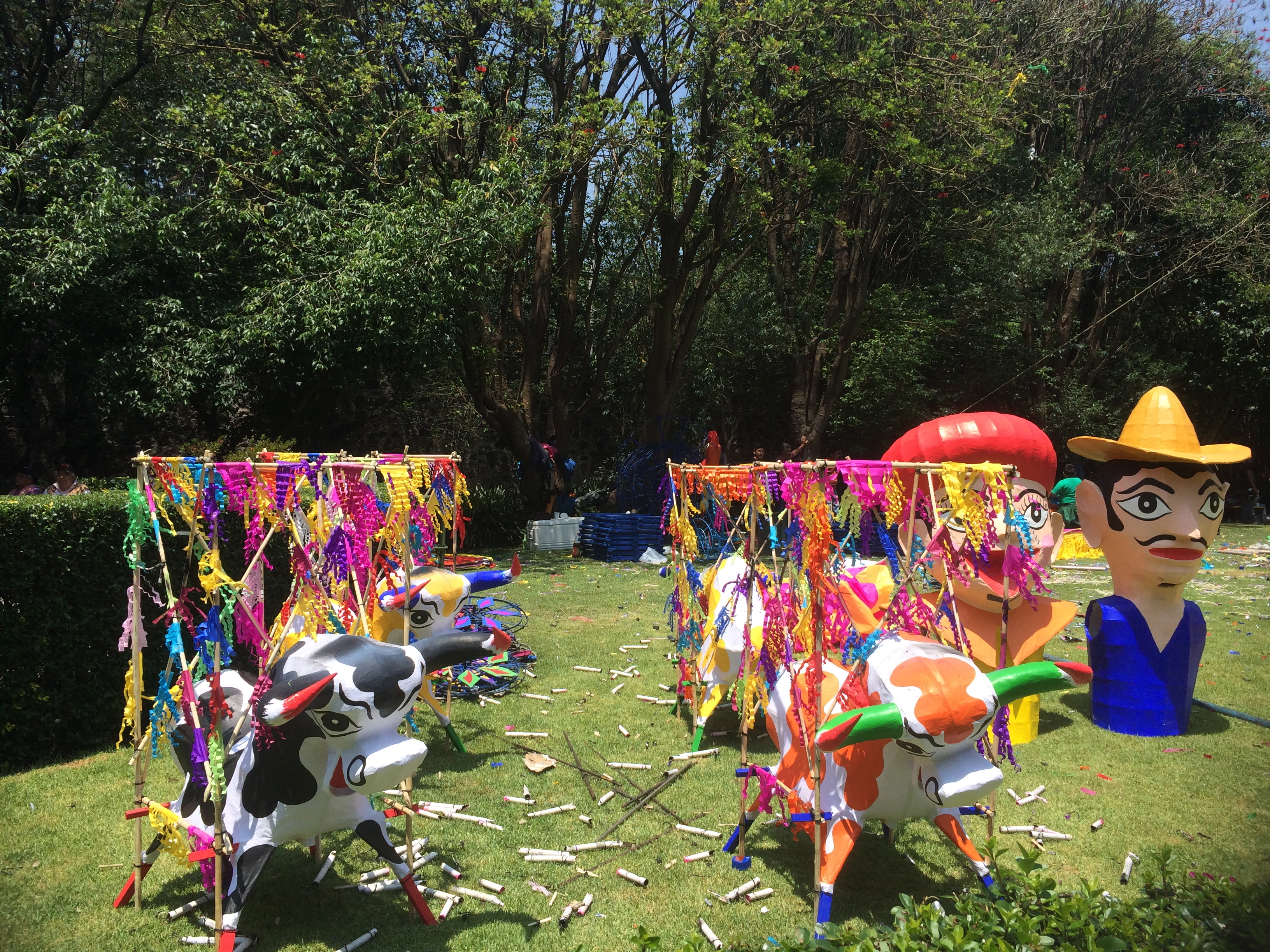
Traditions au musée
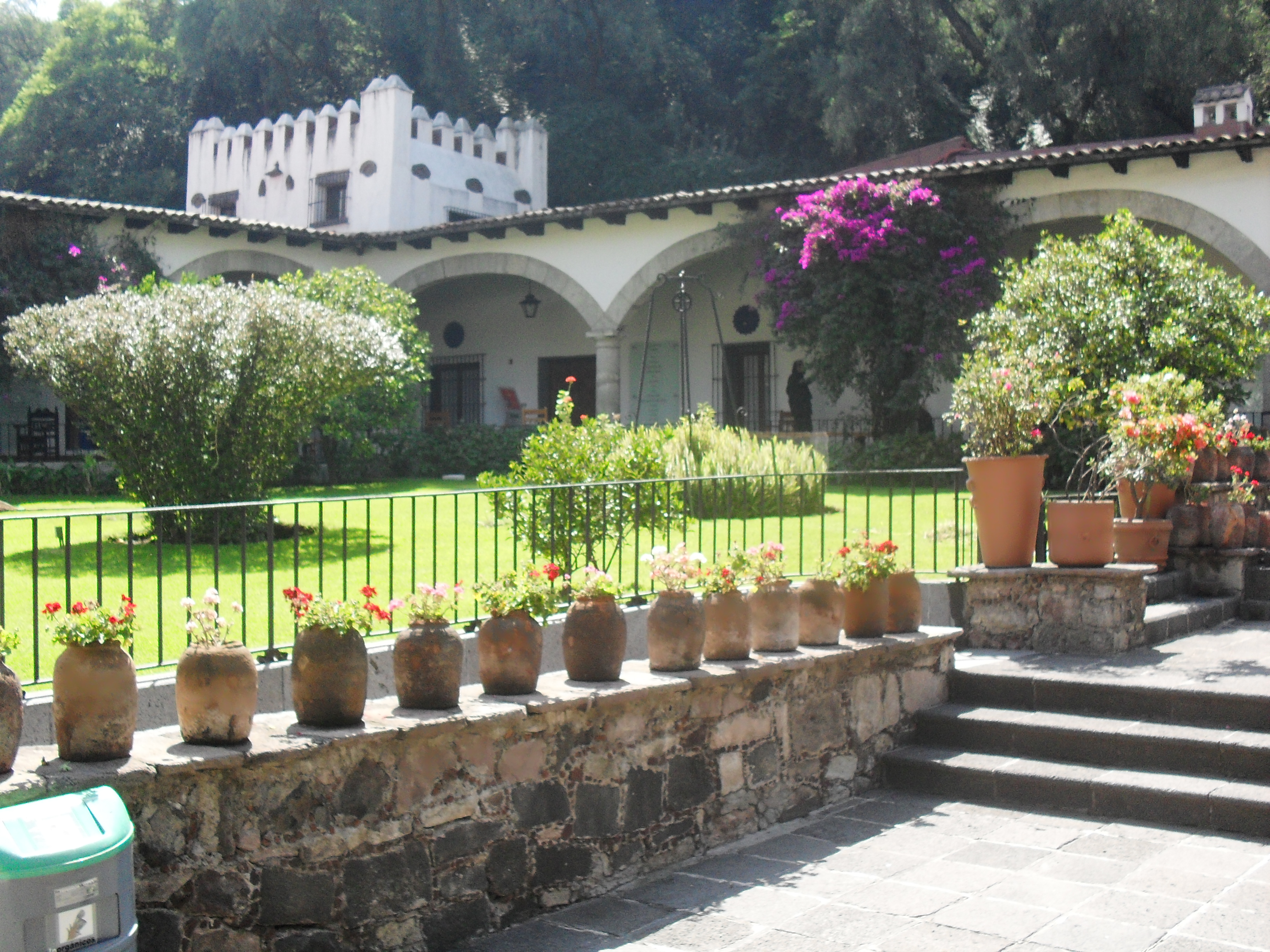
Une partie du musée où se trouve l'exposition de Frida Kahlo
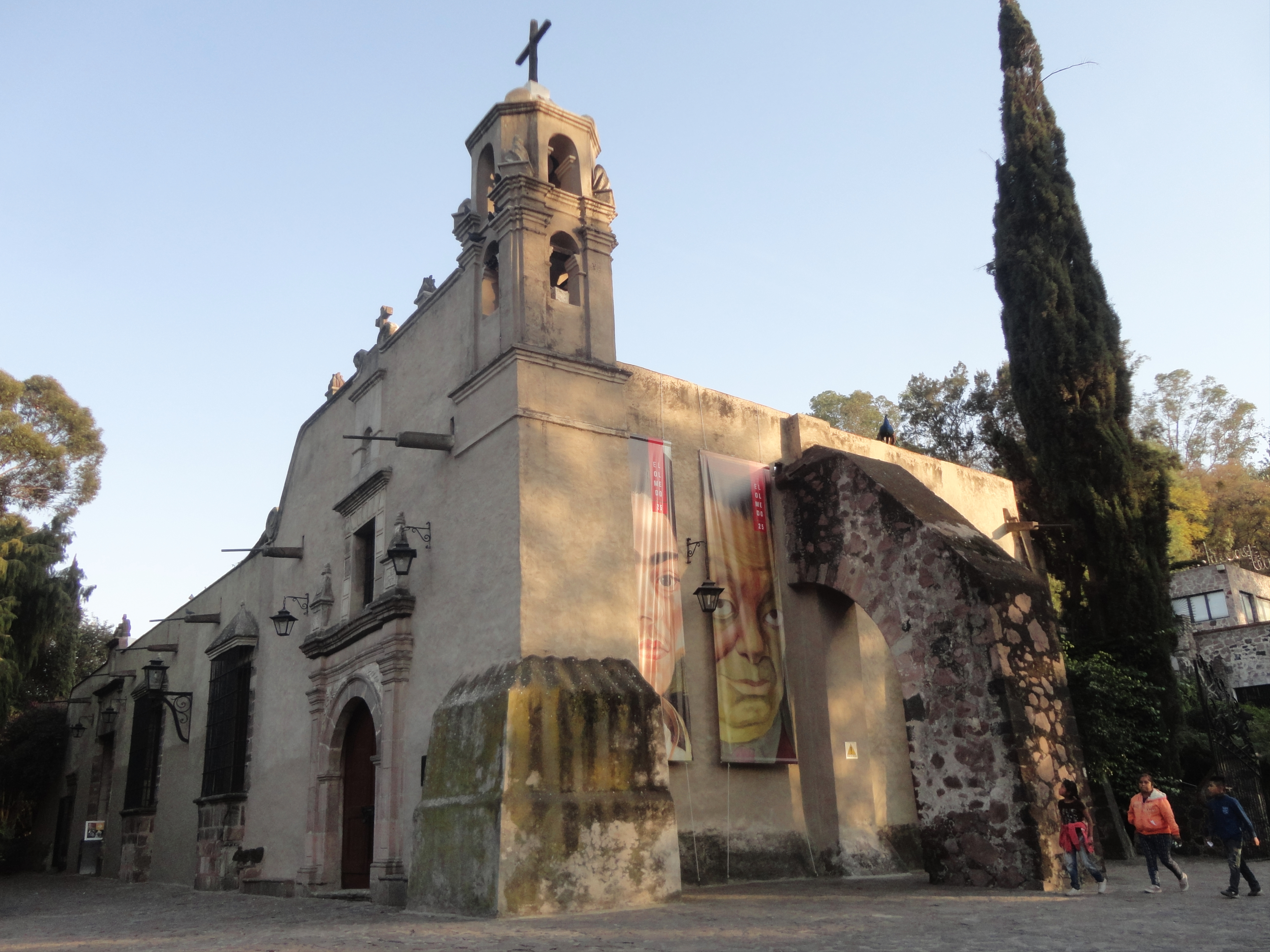
Très vieil ermitage qui se trouve à l'intérieur du musée